# Râul Aita
Râul Aita este un curs de apă, afluent al râului Olt. 